# Heterachthes signaticollis
Heterachthes signaticollis är en skalbaggsart som först beskrevs av Thomson 1865.  Heterachthes signaticollis ingår i släktet Heterachthes och familjen långhorningar.
Artens utbredningsområde är Venezuela. Inga underarter finns listade i Catalogue of Life.